# Challenger de Manama 2024
El torneo Bahrain Ministry of Interior Tennis Challenger 2024 fue un torneo de tenis perteneció al ATP Challenger Tour 2024 en la categoría Challenger 125. Se trató de la 3ª edición; el torneo tuvo lugar en la ciudad de Manama (Baréin), desde el 12 hasta el 18 de febrero de 2024 sobre pista dura al aire libre.

## Jugadores participantes del cuadro de individuales
| Favorito | País                            | Jugador               | Rank1 | Posición en el torneo |
| -------- | ------------------------------- | --------------------- | ----- | --------------------- |
| 1        | Bandera de Australia            | Christopher O'Connell | 64    | Primera ronda, retiro |
| 2        | Bandera de Italia               | Fabio Fognini         | 103   | Segunda ronda         |
| 3        | Bandera de República Checa      | Vít Kopřiva           | 116   | Primera ronda         |
| 4        | Bandera de República Checa      | Jakub Menšík          | 130   | Semifinales           |
| 5        | Bandera de Francia              | Richard Gasquet       | 131   | FINAL                 |
| 6        | Bandera de Eslovaquia           | Lukáš Klein           | 143   | Primera ronda         |
| 7        | Bandera de Bosnia y Herzegovina | Damir Džumhur         | 150   | Semifinales           |
| 8        | Bandera de Suecia               | Elias Ymer            | 160   | Primera ronda         |

- 1 Se ha tomado en cuenta el ranking del 5 de febrero de 2024.

### Otros participantes
Los siguientes jugadores recibieron una invitación (wild card), por lo tanto ingresan directamente al cuadro principal (WC):
- Yusuf Qaed
- Nikoloz Basilashvili
- Fabio Fognini

Los siguientes jugadores ingresan al cuadro principal tras disputar el cuadro clasificatorio (Q):
- Adrian Andreev
- Peter Buldorini
- Viktor Durasovic
- Gastão Elias
- Cem İlkel
- Laurent Lokoli

## Campeones

### Individual Masculino
- Mikhail Kukushkin derrotó en la final a  Richard Gasquet por 7–6(5), 6–4

### Dobles Masculino
- Sergio Martos Gornés /  Petros Tsitsipas derrotaron en la final a  Vasil Kirkov /  Patrik Niklas-Salminen por 3–6, 6–3, [10–8]